# Рай на Западе
«Рай на Западе» (фр. Eden à l'ouest) — кинофильм режиссёра Коста-Гавраса, вышедший на экраны в 2009 году.

## Сюжет
Элиас — нелегальный иммигрант, национальность которого не раскрывается и который в компании себе подобных пытается морем добраться до Франции. Когда недалеко от заветной цели их судно перехватывает полицейский катер, Элиас бросается в воду. Его выносит на французский берег в районе, застроенном престижными отелями. Поначалу нелегала принимают за работника отеля «Эдем», затем он становится любовником отдыхающей здесь немки, а когда опасность быть раскрытым и попасть в полицию становится особенно большой, пускается в путь. Его цель — Париж, где обитает фокусник Ник Никлби, с которым Элиас познакомился в отеле и который, как он надеется, даст ему работу. На своём долгом пути иммигрант встречает представителей многих народов, населяющих Европу, преодолевает холод в горах и голод, скрывается от стражей порядка, подвергается ограблению и нападению ультраправых, работает за гроши на фабрике. Однако когда он достигает, наконец, желанного Парижа, его ожидает лишь разочарование…

## В ролях
- Риккардо Скамарчо — Элиас
- Юлиана Кёлер — Кристина Лиснер
- Ульрих Тукур — Ник Никлби, фокусник
- Анни Дюпре — добрая женщина
- Эрик Каравака — Джек, заместитель директора отеля
- Мона Ашаш — Мари-Лу
- Брюно Лоше — Ян
- Дэвид Лоу — Фред
- Мишель Робен — швейцар в «Лидо»